# Municipio de Judkins
El municipio de Judkins (en inglés: Judkins Township) es un municipio ubicado en el  condado de Warren en el estado estadounidense de Carolina del Norte. En el año 2010 tenía una población de 718 habitantes.

## Geografía
El municipio de Judkins se encuentra ubicado en las coordenadas 36°23′31.54″N 78°0′9.96″O / 36.3920944, -78.0027667.